# Isabella Sermon
Isabella Ines Sermon (Kensington y Chelsea, Londres, Inglaterra, 8 de julio de 2006) es una actriz británica. Es conocida por su papel de Maisie Lockwood en las películas Jurassic World: Fallen Kingdom (2018) y Jurassic World: Dominion (2022).

## Primeros años y educación
Sermon nació en el barrio londinense de Kensington y Chelsea. Tenía nueve años cuando descubrió la interpretación a través de una producción teatral escolar de James y el melocotón gigante. Asiste a la escuela y estaba en medio de su GCSEs mientras promocionaba Jurassic World: Dominion en junio de 2022. Recibió clases de interpretación con DMA Londres.

## Filmografía
| Año  | Título                         | Papel                                      | Notas |
| ---- | ------------------------------ | ------------------------------------------ | ----- |
| 2018 | Jurassic World: Fallen Kingdom | Maisie Lockwood                            |       |
| 2022 | Jurassic World: Dominion       | Maisie Lockwood / joven Charlotte Lockwood |       |